# Madonna Ansidei
Die Madonna Ansidei, auch genannt Pala Ansidei oder Blenheim Madonna, ist ein Altargemälde von Raffael. Dargestellt ist die thronende Jungfrau Maria mit dem Jesuskind, begleitet von Johannes dem Täufer und dem hl. Nikolaus von Bari.
1885 erwarb die National Gallery in London das Bild zu einem Preis von ₤70.000, nach einer anderen Quelle für ₤75.000.

## Geschichte
Das Bild ist das letzte in einer Reihe von Marienbildern, die Raffael während seiner Zusammenarbeit mit Perugino in Perugia gemalt hat, und zählt zu den ersten großen Altarbildern des damals erst 23-jährigen Künstlers. Auftraggeber der Pala war Niccolo Ansidei, bestimmt war es für einen Altar in der Cappella San Niccolò di Bari, der Familienkapelle der Ansidei in der Servitenkirche San Fiorenzo in Perugia. 1764, im Zuge eines umfassenden Umbaus der Kirche, wurde das Bild von Robert Spencer (1666–1688) erworben und im 18. Jahrhundert durch eine Kopie von Nicola Antonio Monti (1736–1795) ersetzt. Aus den Händen von Robert Spencer ging es in den Besitz seines jüngsten Bruders Charles Spencer, 3. Duke of Marlborough, über, der es im gleichen Jahr in Blenheim Palace installieren ließ.

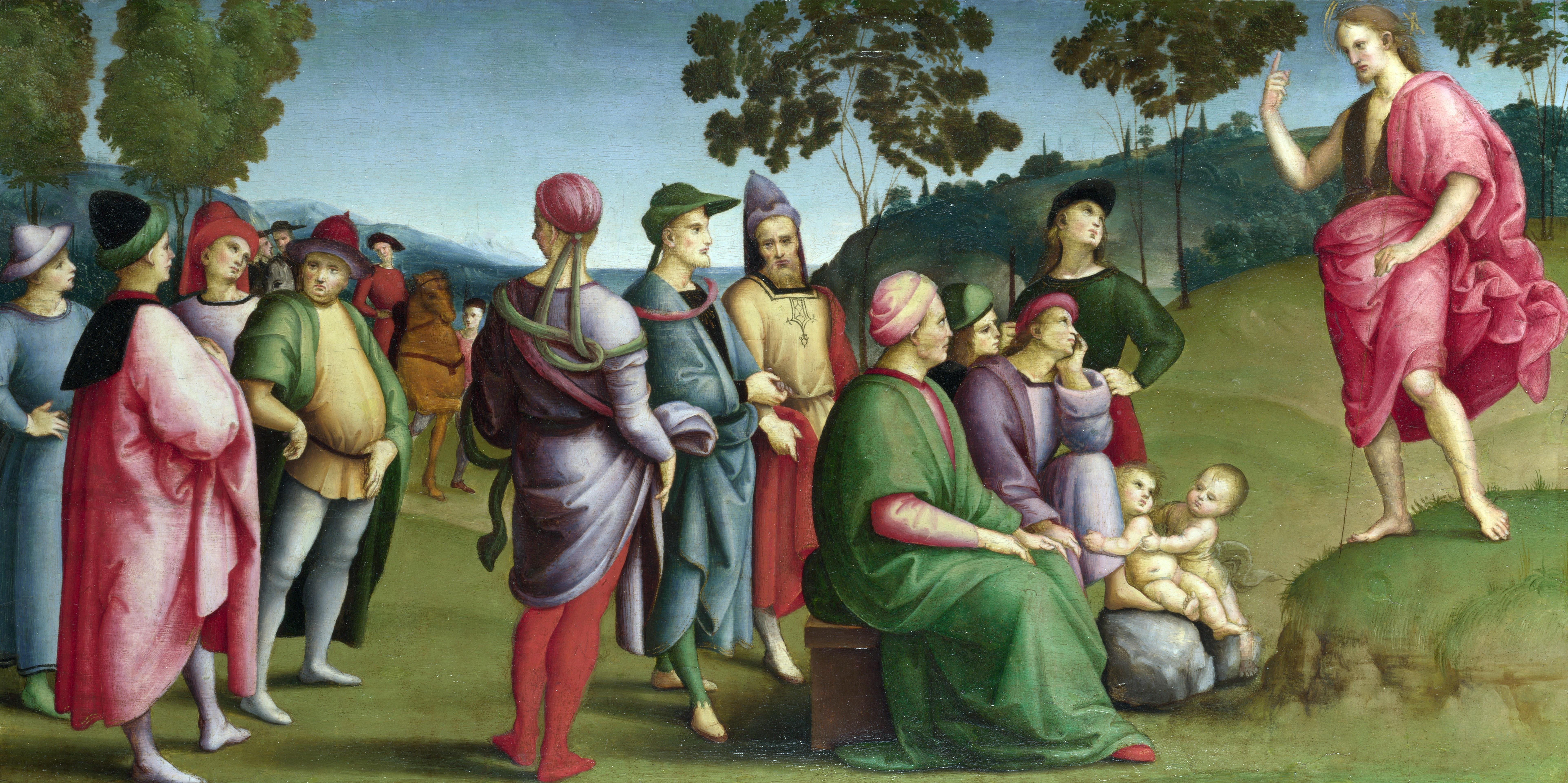
Predella: Predigt Johannes des Täufers, 1505

1858 verkaufte George Spencer-Churchill, 8. Duke of Marlborough das Bild an die National Gallery.
Von den drei Predellenbildern, die ursprünglich zum Altarbild gehörten, ist nur eins erhalten, das ebenfalls in der National Gallery aufbewahrt wird. Das Bild zeigt die „Predigt Johannes des Täufers“ im Format 26 × 53 cm.

## Technik
Das Bild wurde 1956 in der Nationalgalerie gereinigt, wissenschaftlich untersucht und restauriert.
Laut Restaurationsbericht besteht das Bild aus Pappelholz mit einer Gipsgrundierung, auf die eine Mischung von Bleiweiß, fein gemahlenem farblosen Glas und Bleizinngelb aufgetragen wurde. Als Bindemittel für die Farbpigmente diente Walnussöl. Für den blauen Mantel der Madonna wurde außer Ultramarin auch Azurit verwendet. Die Inschrift auf dem Thron ist aus Blattgold, ebenso wie die Nimben der vier Personen. Für die Bordüren am Mantel Johannes’ des Täufers wurden Silber und Gold verwendet. Die Verwendung von Silber an weiteren Partien des Bildes führte zum Nachdunkeln der betreffenden Farben.

## Rezeption
Die Ansidei-Madonna gehört zu den Werken Raffaels, die vor allem im 19. Jahrhundert immer wieder in Stichen und Lithographien reproduziert, in teils hohen Auflagen gedruckt und verbreitet wurden.
Die Ansidei-Madonna war 1971 Motiv einer 20-Cent-Briefmarke von Anguilla.